# Seznam uměleckých realizací ve veřejném prostoru v Nebušicích
Seznam uměleckých realizací ve veřejném prostoru v Nebušicích v Praze 6 obsahuje tvorbu výtvarných umělců umístěnou ve veřejném prostoru v katastrálním území Nebušice. Seznam je řazen podle ulic a nemusí být úplný.

## Seznam uměleckých realizací
| Název  | Fotografie                                               | Lokace                                            | Autor                     | Rok  | Popis    | Poznámka                 |
| ------ | -------------------------------------------------------- | ------------------------------------------------- | ------------------------- | ---- | -------- | ------------------------ |
| Reliéf | Kategorie „Relief at Nebušická 491“ na Wikimedia Commons | Nebušická 491 50°6′40,8″ s. š., 14°19′31,1″ v. d. | Lubomír Šilar (1932–2016) | 1976 | keramika | nákupní středisko, vchod |